# Atari ST Book
El Atari ST Book es un subnotebook basado en el Atari STe, mucho más portátil que el Atari Stacy, pero sacrificando muchas características para conseguirlo. Principalmente se eliminó la retroiluminación y la disquetera interna. Fue presentado en marzo de 1991, lanzado comercialmente en mayo de 1992 y descatalogado en diciembre de 1992. El precio inicial fue de 3498 DM El dispositivo fue producido por el fabricante japonés Sugiyama que ya fabricaba el Atari Portfolio. Se produjeron entre 1000 a 1200 unidades, todas destinadas a Europa. La pantalla es altamente reflexiva, con una resolución fija de 640x400 pixels y monocroma (1 bit por pixel). No incluía un puerto externo de vídeo. 
Tracy Hall, el diseñador del ST-Book trabajaba durante su diseño con un prototipo al que llamaban "Block of Wood" internamente.
Aún con sus limitaciones, ganó algo de popularidad al ser el ordenador real más portátil en su momento (delgado, ligero, silencioso, confiable y con una batería de larga duración, incluso para lo normal hoy en día). Por prestaciones era comparable a la serie Apple Macintosh PowerBook 100.
Con la caja viene un disquete de idiomas, dos manuales, dos cables MIDI (niniDIN a DIN), un cable ACSI de 28 pines a 19 pines y un cable corto para la fuente de alimentación.

## Especificaciones[1]
- Microprocesador Hitachi HD68HC000, funcionando a 8 MHz
- Blitter: "Atari ST Bit-Block Transfer Processor", estilizado como BLiTTER, ofrece 16 opciones para fusionar datos de origen y destino.
- ROM:  512 KiB
- Memoria RAM:  1 MiB en placa, ampliable a 4 MiB
- Reloj en tiempo real: Ricoh RF5C15 respaldado por una batería de litio
- Chip de sonido: Yamaha YM3439
- ACIA: Hitachi HD6350FP
- Acceso directo a memoria (DMA): Atari C398789
- Controlador de disquete: Western Digital WD1772
- Disco duro: IDE 20-40 MB[4]
- Disquetera: unidad externa opcional conectable al ACSI
- Sistema operativo: versión modificada del Atari TOS 2.06
- Teclado QWERTY/QWERTZ/AZERTY de 81 teclas. 40 teclas alfanuméricas. Help,  Esc,  Tab ↹,  Control,  ⇧ Mayús,  Atari (en azul),  Caps Lock,  Alt a la izquierda, Undo, Pad/Lock, (, ) (estas dos en azul como la Atari), Backspace, Delete, Return, Clr/Home, Shif, Insert, y cuatro teclas de cursor en T invertida a la derecha. Controlado por un Procesador de teclado Atari C104531. Si se pulsa la Atari se activa el teclado numérico (serigrafiado en azul).
- Entrada/salida :
  - Puerto paralelo de Impresora DB-25
  - Puerto serie RS-232 en formato DE-9
  - Puerto ACSI/FDD combinado de 28 pines. Utilizado también en el Atari STylus.
  - MIDI: MIDI IN y MIDI OUT cada uno con un Conector mini-DIN
- Módem: opcional (usado para el puerto de expansión de este modelo)
- Vector Pad: antecesor del panel táctil habitual en los portátiles actuales, situado en la esquina superior derecha, sobre el teclado.
- Pantalla de cristal líquido: 10,4 pulgadas EPSON LCD de matriz pasiva
- Carcasa: rectangular 216 mm (8,5 plg) x 290 mm (11,4 plg) x 36 mm (1,4 plg) en color gris oscuro. En el lateral izquierdo está el compartimento de las baterías y el bus de ampliación. En la trasera hay una trampilla que da acceso al conector de la fuente de alimentación externa (circular de 3 pines), puertos MID IN y OUT, ACSI, Serie DE-9 e Impresora DB-25. A la derecha, bajo el Vector Pad un espacio para un módem interno opcional ((nunca comercializado) y un conector de 8 pines para un keypad externo, que mediante un adaptador podía usarse para conectar un teclado externo. En el frontal dos ruedas de control de contraste y volumen. Abriendo se accede a la pantalla con un botón Power azul cielo en la esquina inferior izquierda, LEDs de Power y actividad del disco duro y botones de reposo y reinicio (junto a la bisagra); y el teclado y Vector Pad.
- Fuente de alimentación: PSA-4642 externa autoconmutable 100/240 V AC 1 Amperio 50/60 Hz, 16 V DC a 1,25 amperios

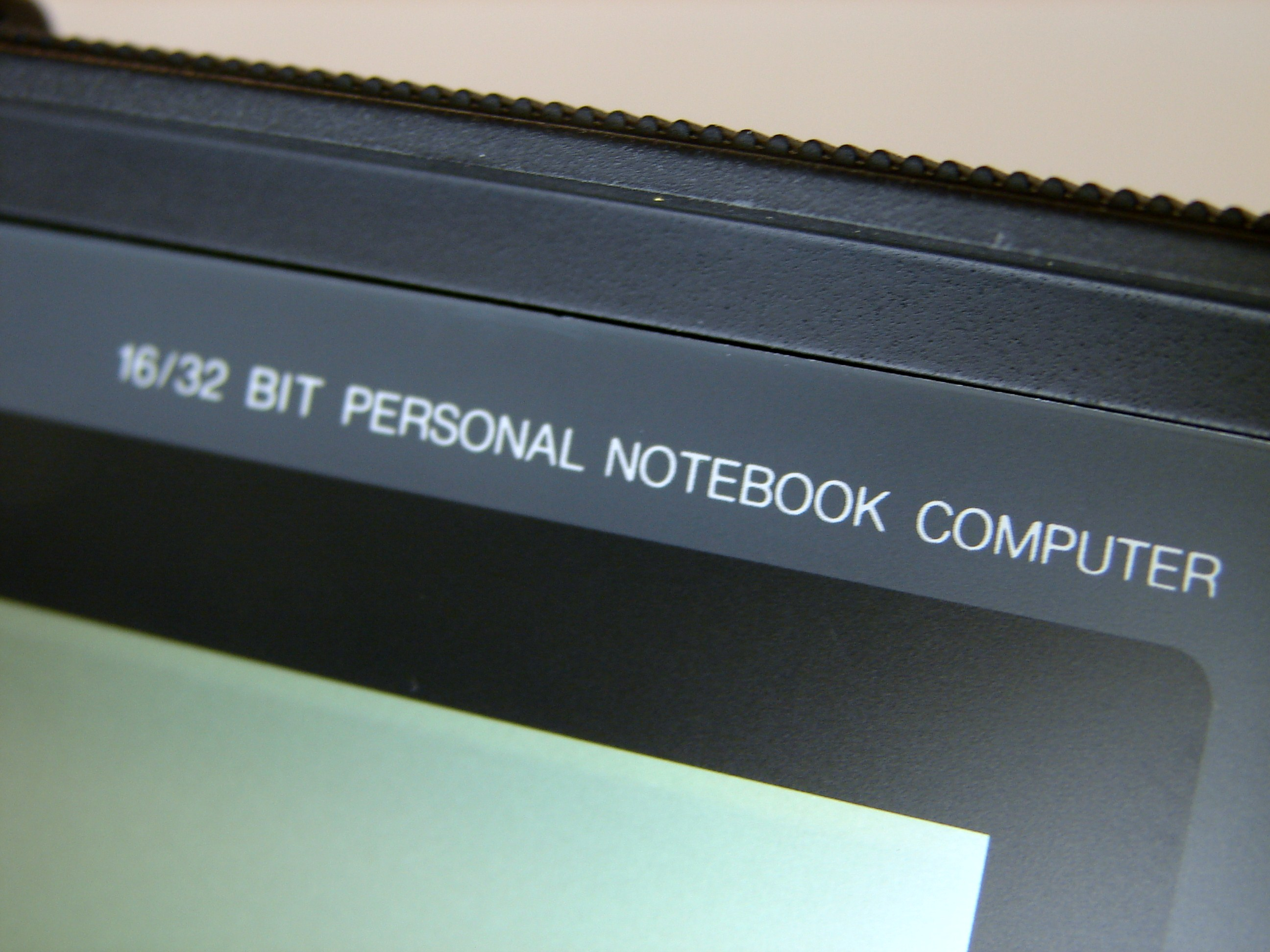
Esquina superior derecha de la pantalla
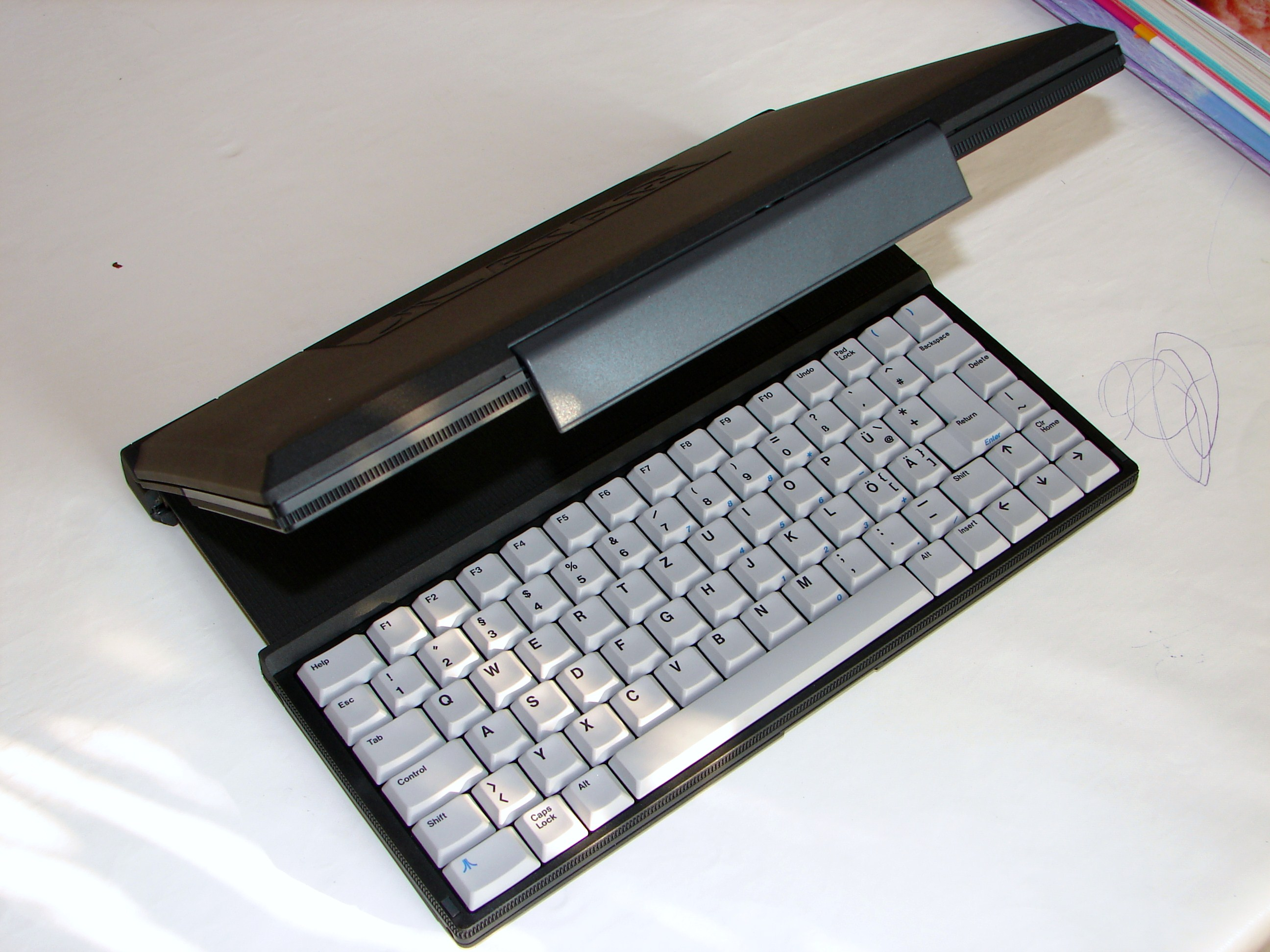
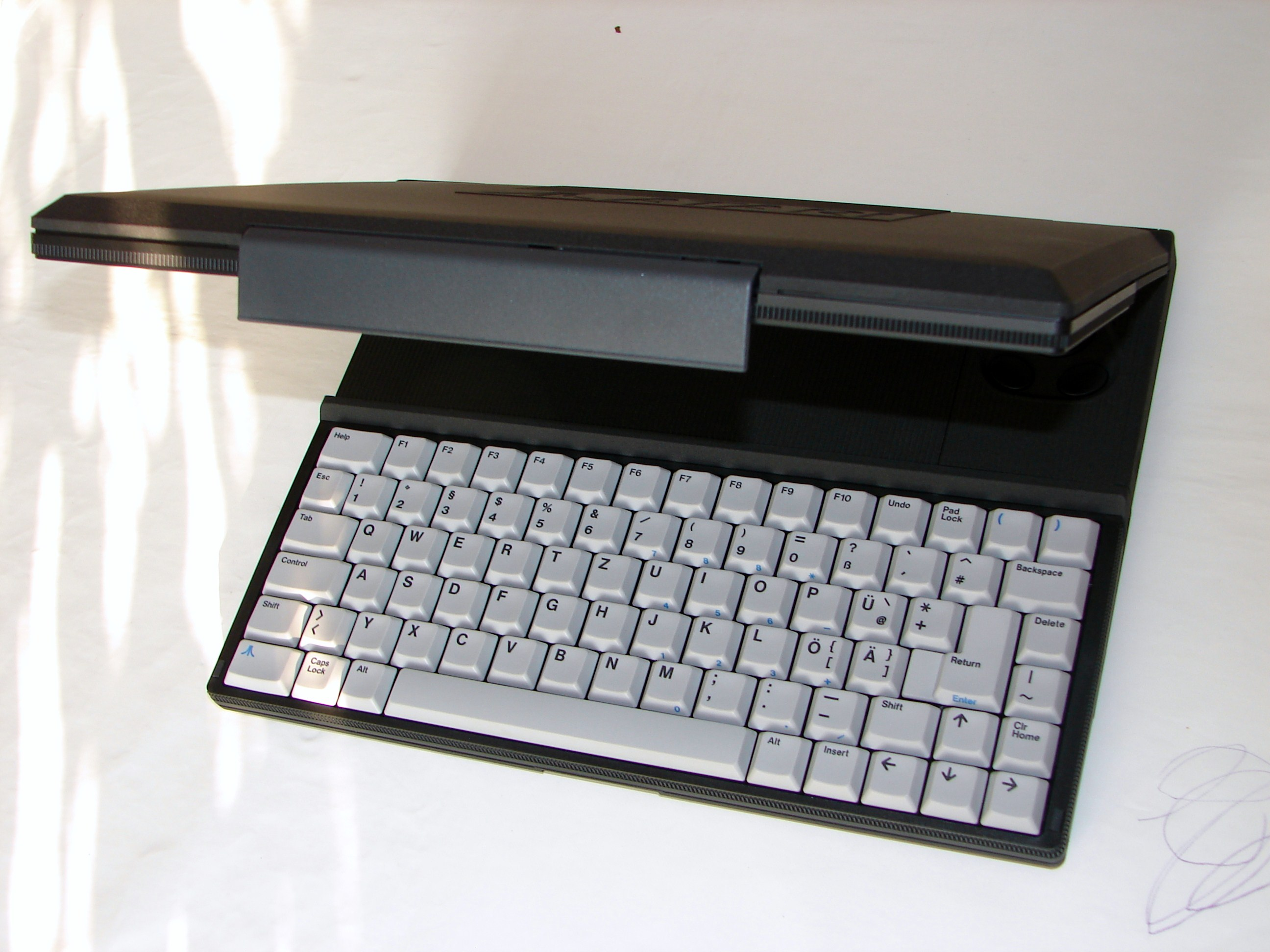
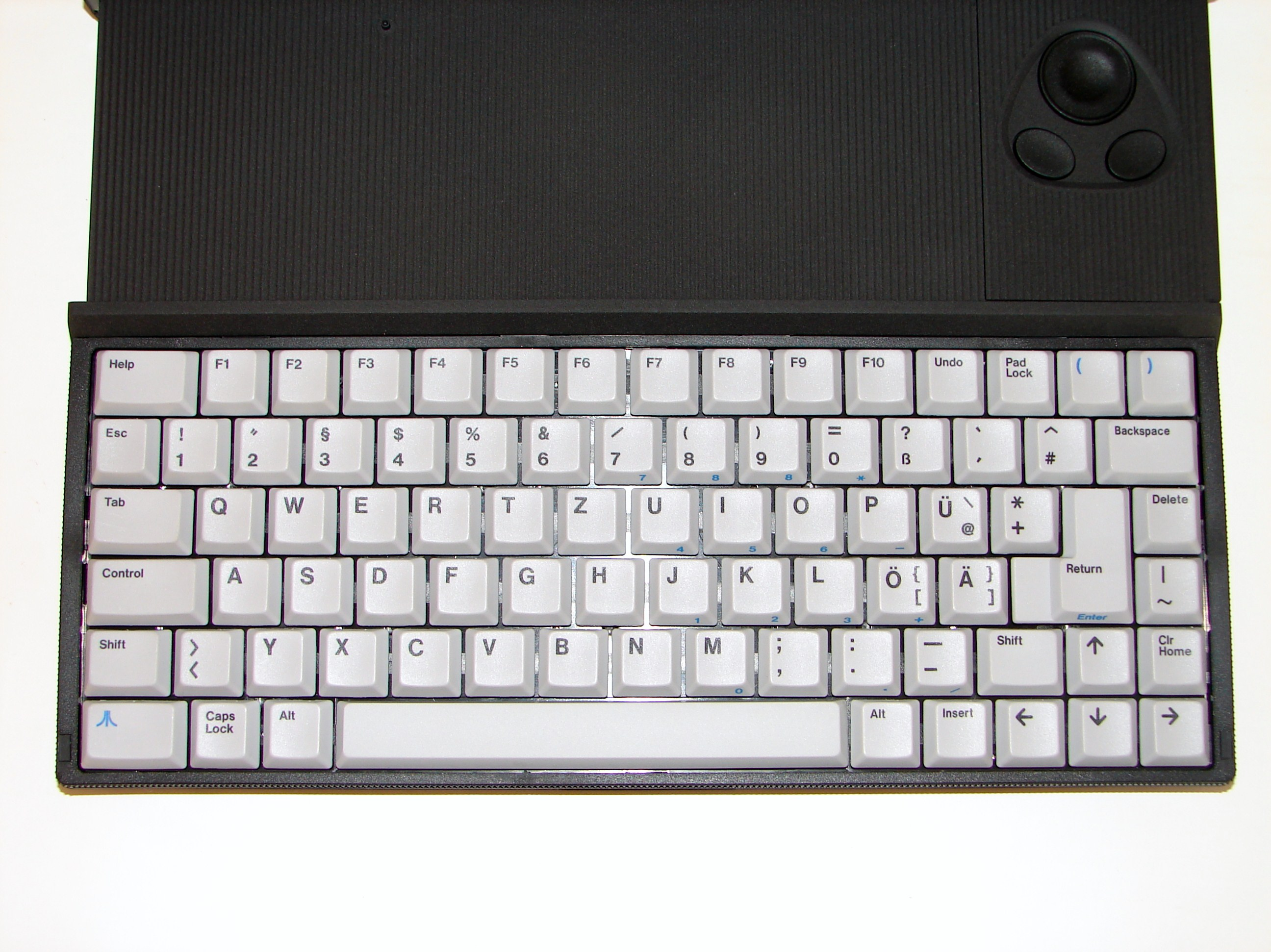
Teclado
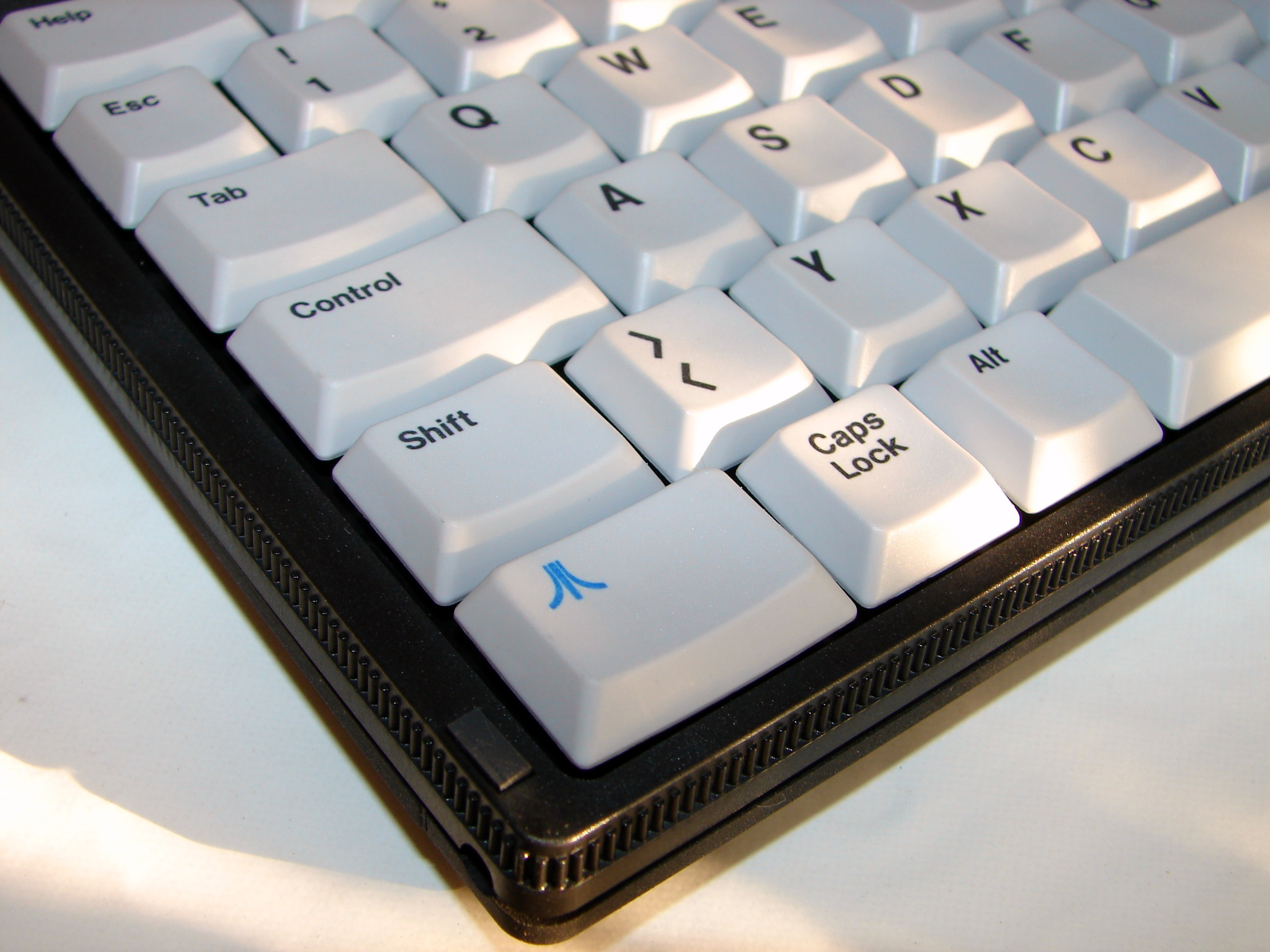
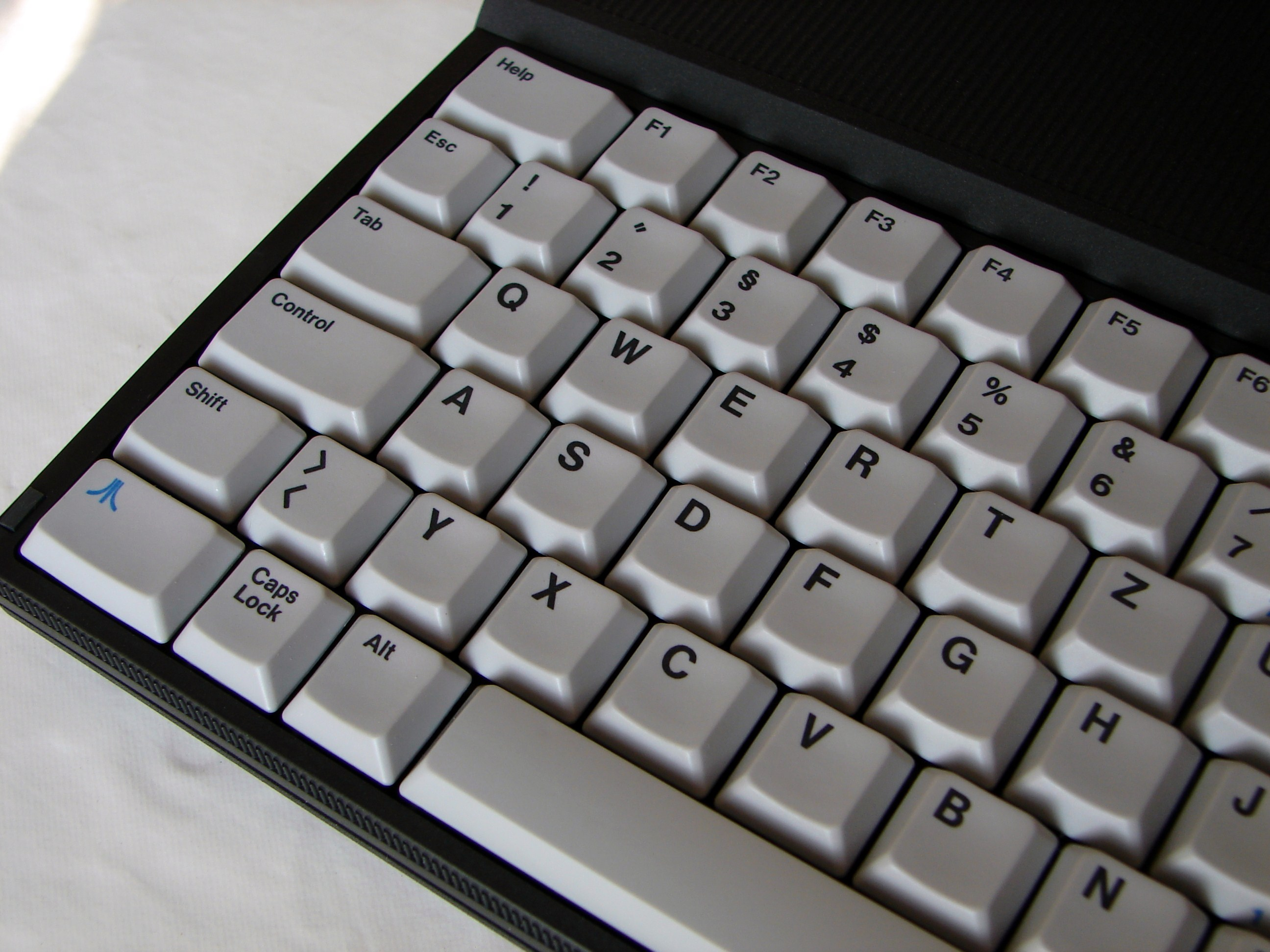
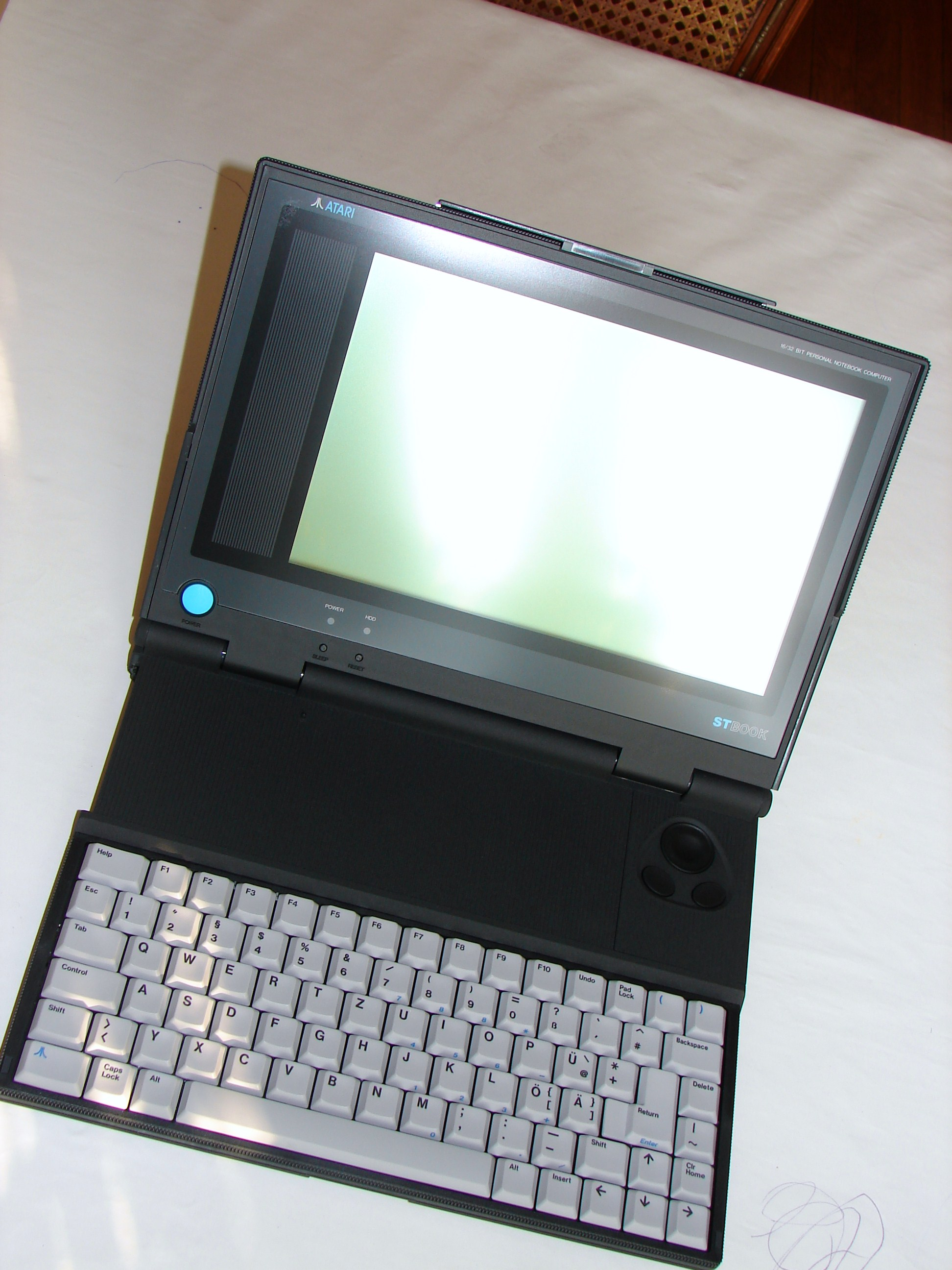
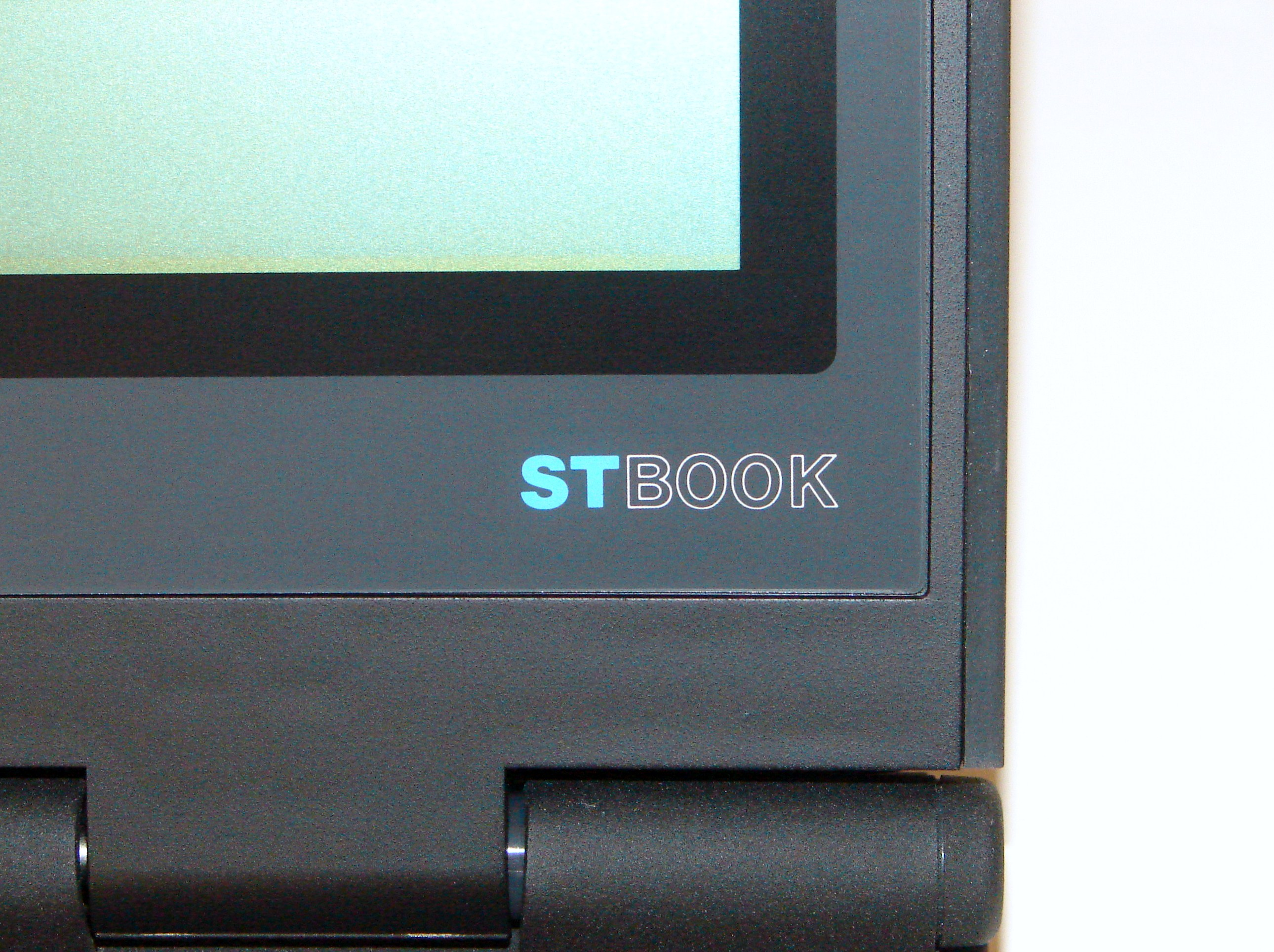
Logotipo del ST BOOK
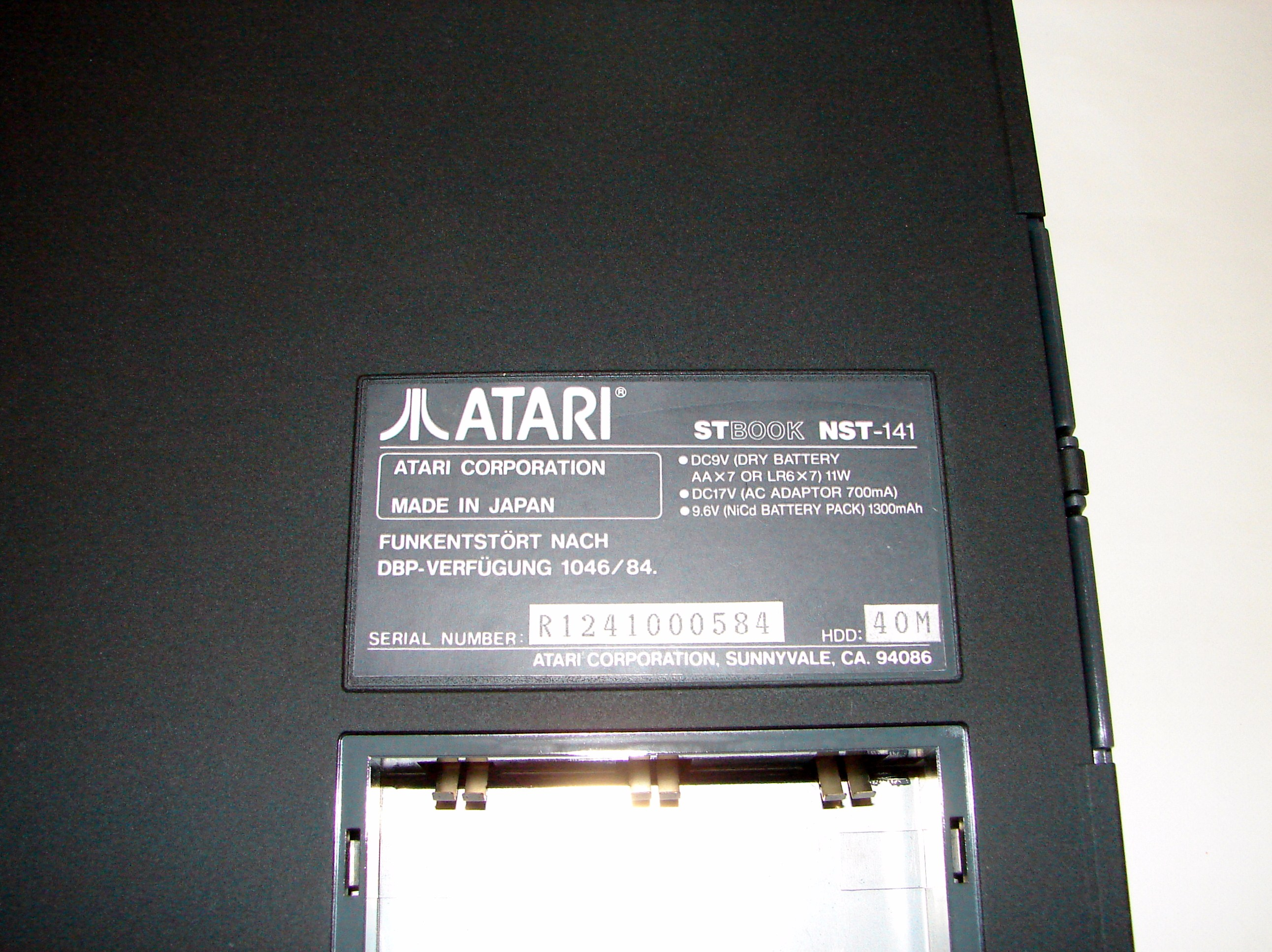
Espacio de baterías
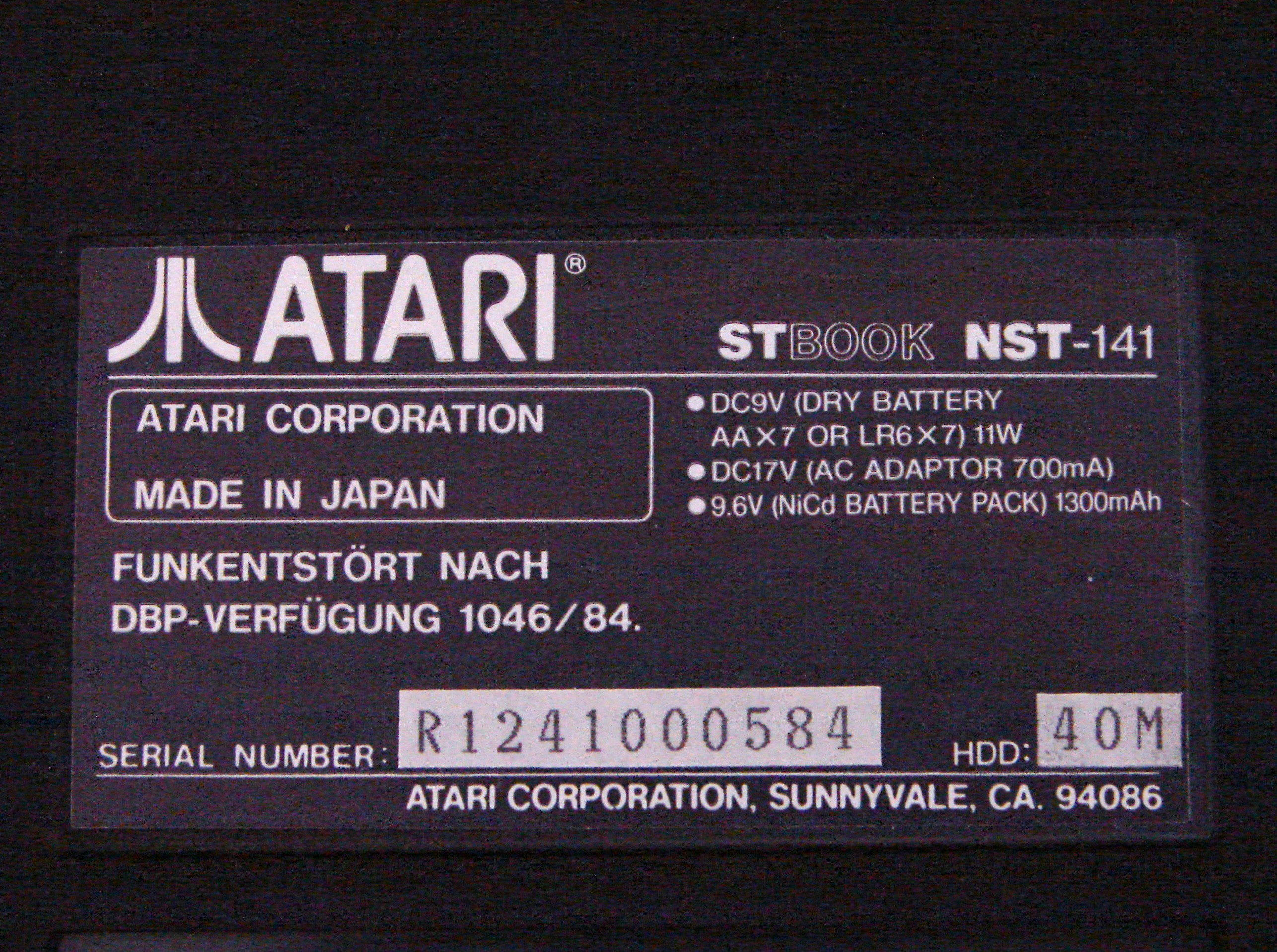
Información y numero de serie
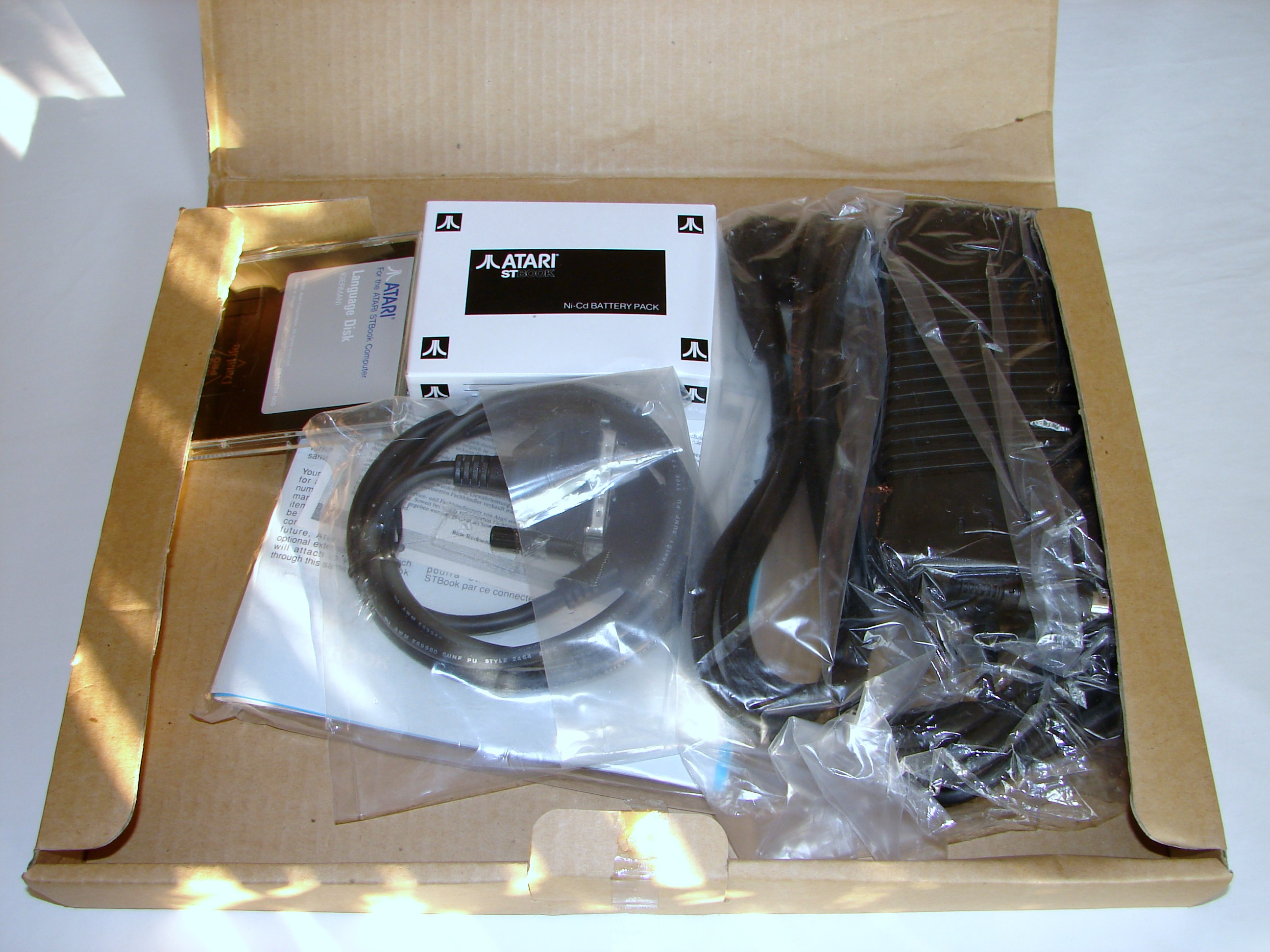
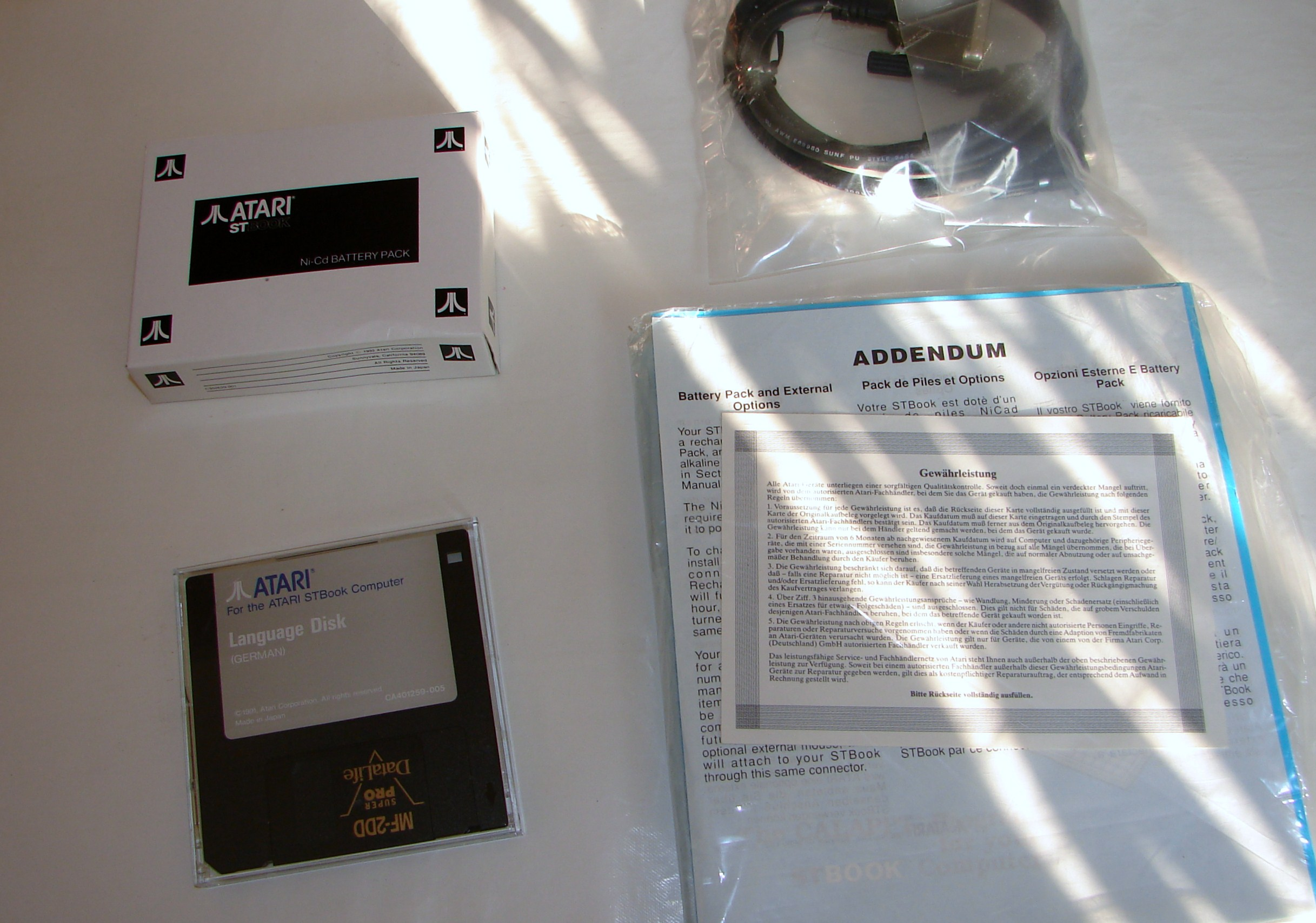
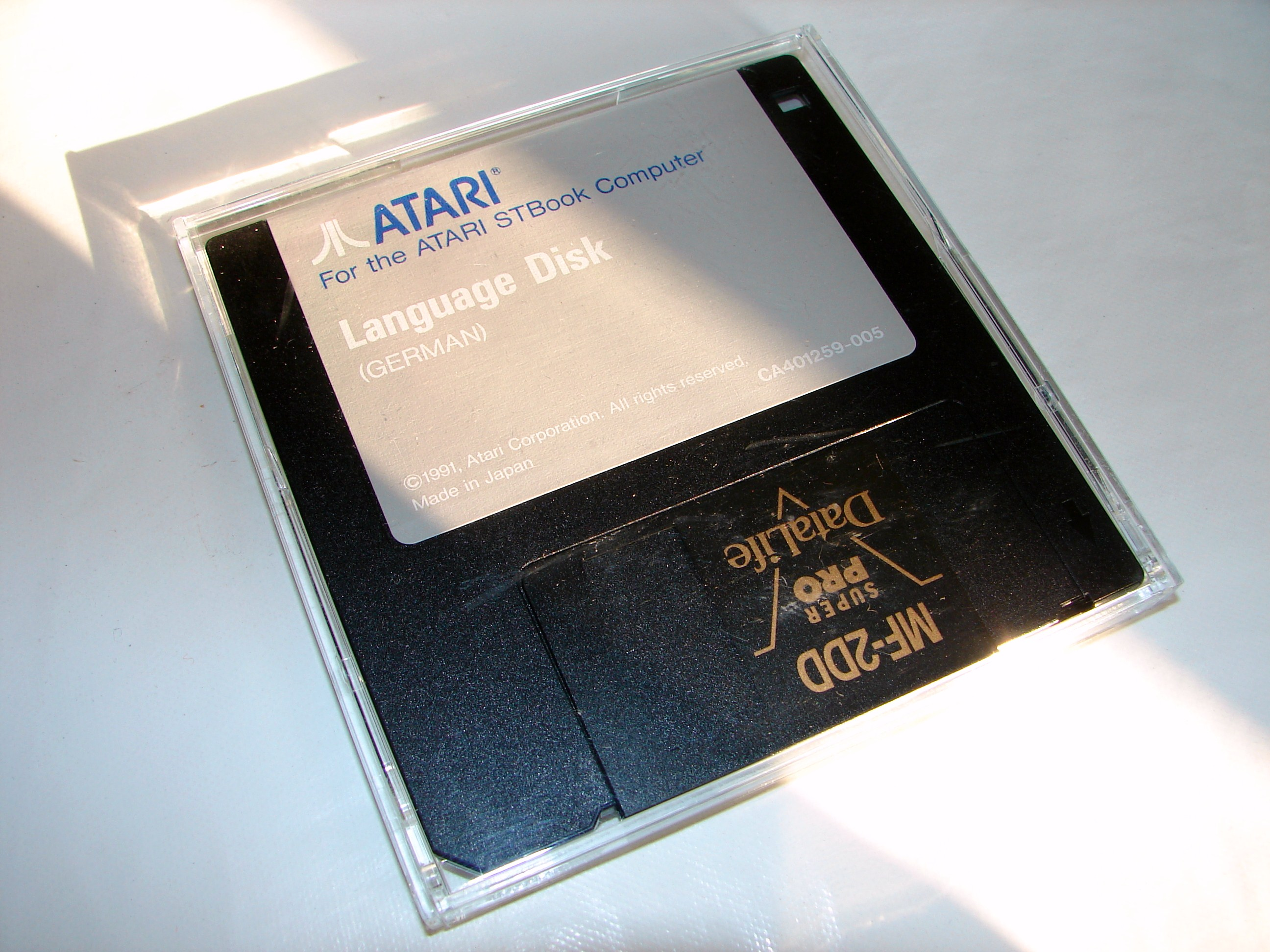
Disco de idiomas
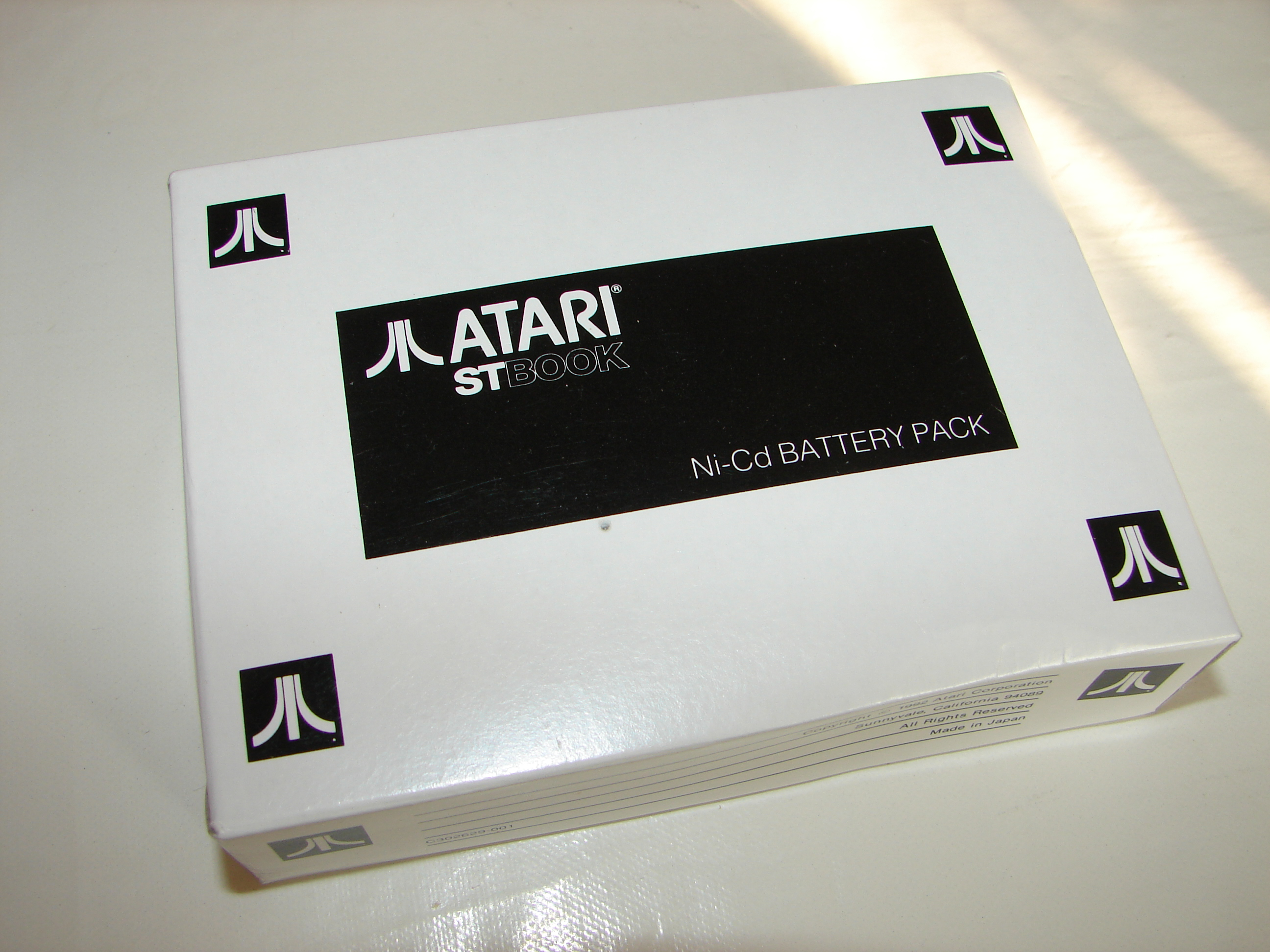
Paquete de baterías.